# José Luis Orbegozo Balzola
José Luis Orbegozo Balzola (Sant Sebastià, 2 de setembre de 1929 - Sant Sebastià, 17 de gener de 2010) fou un empresari basc, president de la Reial Societat de Futbol entre 1967 i 1983.

## Biografia
Soci del club des de la infància, l'any 1966 entrà a la directiva presidida llavors per Antonio Vega de Seoane i ocupà el càrrec de tresorer fins que el 1967, després de l'històric ascens a Primera Divisió, fou nomenat president.
Sota el seu mandat, el club es consolidà a Primera, es classificà per primera vegada per a competicions europees i visqué els seus anys més gloriosos amb la consecució de dos títols de Lliga i una Supercopa.
Fou un ferm defensor de l'aposta per la pedrera i, amb ell de president, el club s'obrí a tot el territori de Guipúscoa.
El 1983 fou rellevat de la Presidència per Iñaki Alkiza i rebé la medalla d'or i brillants del club donostiarra.
Morí a la capital guipuscoana a l'edat de 80 anys d'un infart cerebral mentre veia un partit de la Reial Societat. El funeral es realitzà a la Catedral del Bon Pastor de Sant Sebastià i en ell acudí la totalitat de l'esquadra txuriurdin de la temporada 2009-2010, els últims presidents i dirigents de l'entitat, així com jugadors mítics de tots els temps, com Gorriz, Periko Alonso o López Ufarte.
El camp principal (Z-1) de les Instal·lacions de Zubieta, on entrena la Reial Societat, rep des de 2010 el nom de José Luis Orbegozo en homenatge a aquest president. Aquest camp fo inaugurat el 1980 per Orbegozo, qui va voler construir a Zubieta un nou estadi per la Reial Societat. El projecte s'aprofitava d'una subvenció per la utilització del nou camp com a seu de la Copa del Món de futbol de 1982, però això no arribà a produir-se per l'oposició de l'ajuntament. Una vegada descartada Sant Sebastià com a seu de la Copa del Món, el projecte es paralitzà, i el camp, les obres del qual ja s'havien iniciat, fou reconvertit en camp d'entrenament i ciutat esportiva del club.